# Perigramma guatemalaria
Perigramma guatemalaria är en fjärilsart som beskrevs av William Schaus 1927. Perigramma guatemalaria ingår i släktet Perigramma och familjen mätare. Inga underarter finns listade i Catalogue of Life.